# Liste des musées de Reims
Cette liste des musées de Reims présente les musées de la ville française de Reims.
Plusieurs musées consacrés à des domaines très variés existent (ou ont existé) à Reims.

## Musées en activité

### Musée Saint-Remi de Reims

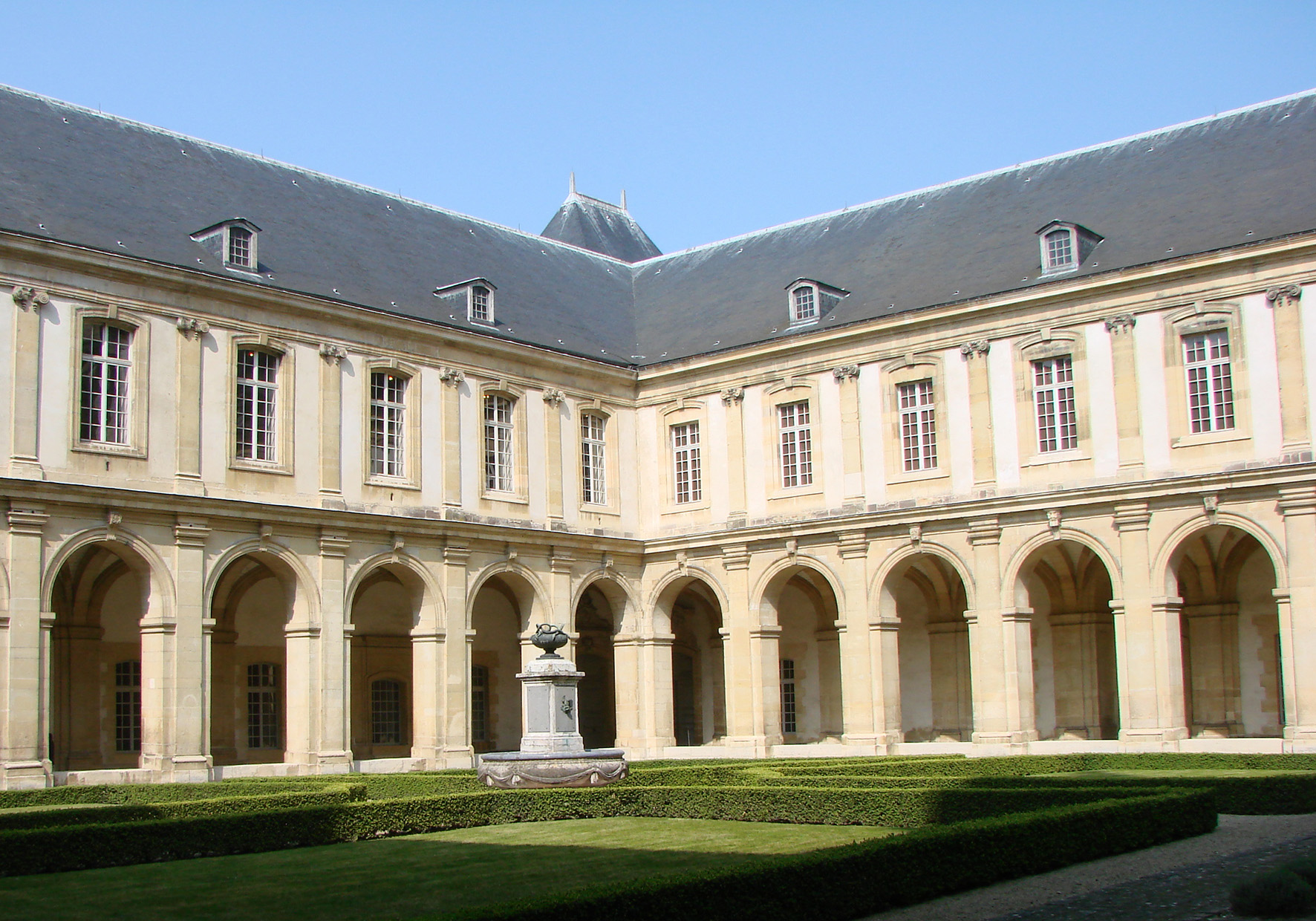
Cours du Musée Saint-Remi de Reims.

Le musée Saint-Remi de Reims est un musée français situé au n° 53 rue Simon à Reims.
Le musée traite de la période de la Préhistoire à la Renaissance (vers 1530) ; outre les collections d'archéologie régionale (périodes préhistorique, gauloise, gallo-romaine, mérovingienne et médiévale), s'ajoutent celles d'archéologie classique (Grèce, Étrurie) et une magnifique série d'armes anciennes, d'équipements et d'uniformes, allant du XVIe au XIXe siècle. La répartition des collections entre les salles obéit à un ordonnancement thématique et chronologique.

### Musée Hôtel Le vergeur

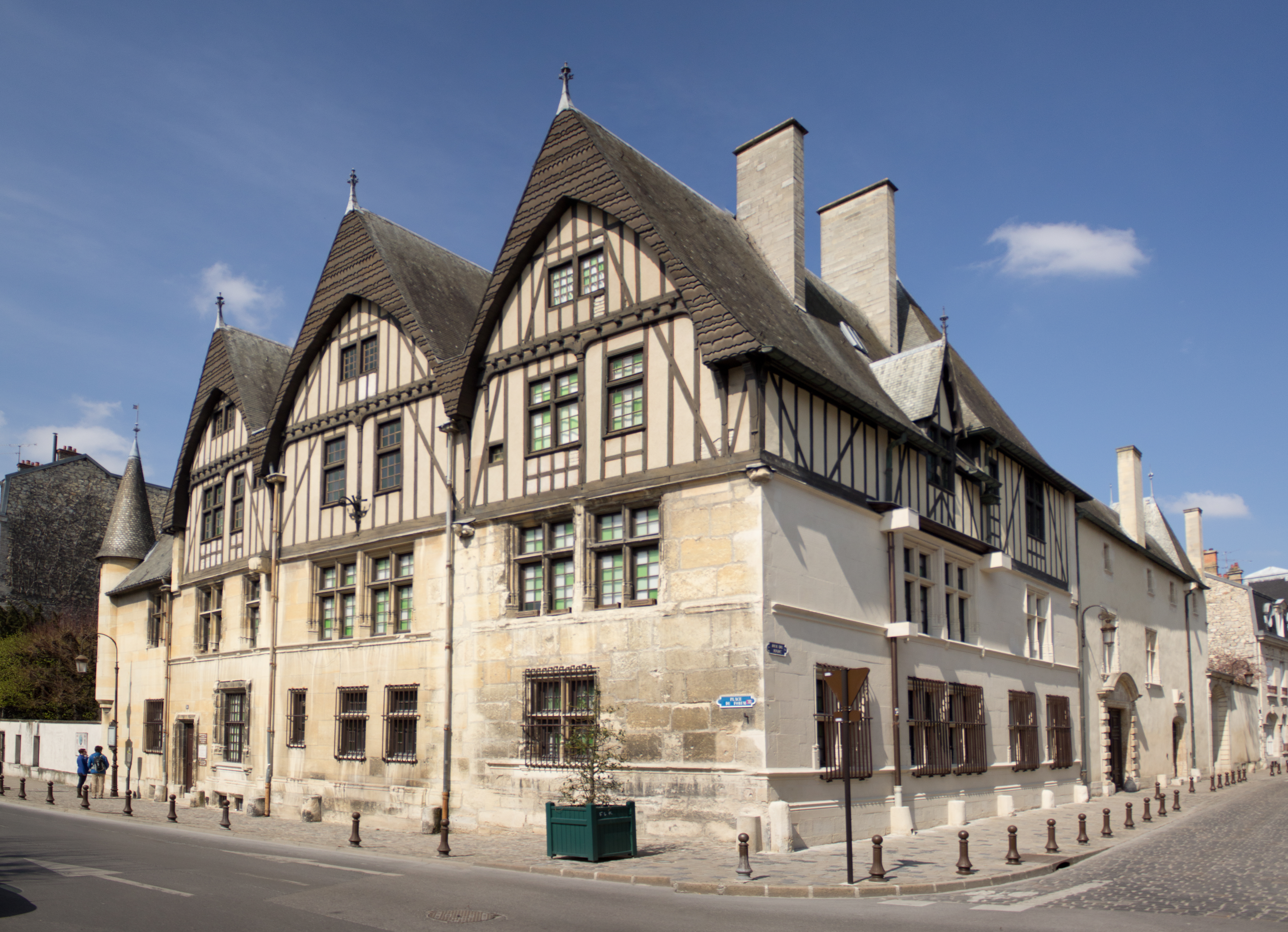
Musée-hôtel Le Vergeur.

Le musée-hôtel le Vergeur est un musée situé 36 Place du Forum à Reims.
Le musée le Vergeur, créé en 1932, abrite les collections que Hugues Krafft avait accumulées durant sa vie et lors de ses nombreux voyages.
Y sont notamment exposées des œuvres datant de l'Antiquité au XXe siècle dont cinquante gravures d'Albrecht Dürer, un mobilier Renaissance et néogothique, ainsi que des œuvres d'Asie et d'Orient du XIXe siècle, collectées lors des nombreux voyages d'Hugues Krafft, propriétaire de l'hôtel de 1909 à 1935. Le musée présente également des salles en situation du XIXe siècle : chambres à coucher, cuisine, salle de bain, fumoir... Il possède également un jardin et une promenade architecturale.

### Salle de la Reddition

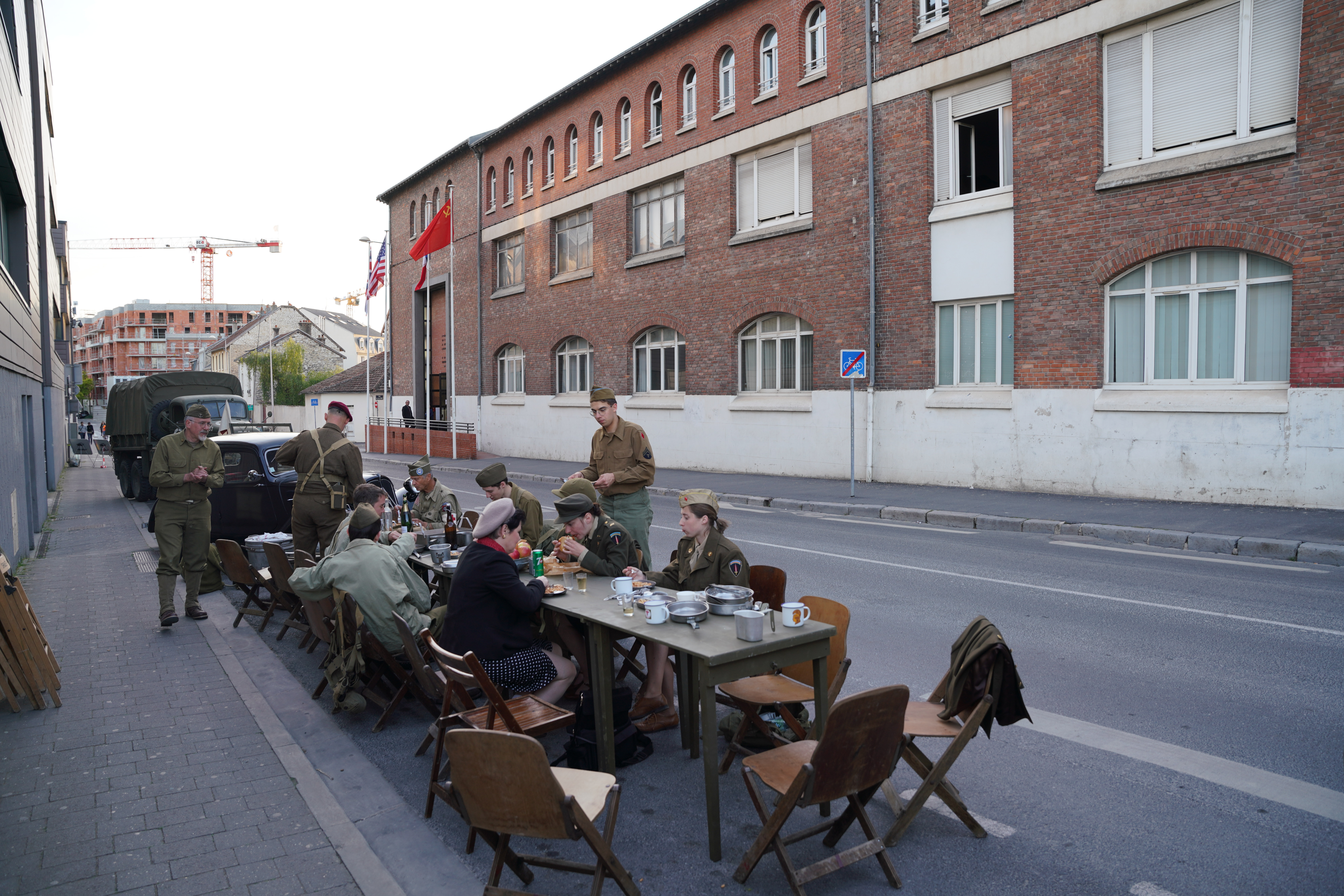
Reconstitution devant l'entrée du musée.

Il est situé dans une partie des locaux du lycée Franklin-Roosevelt à Reims (Marne, Champagne-Ardenne, France) où eut lieu cette signature.
Le musée de la Reddition est un musée d'histoire fondé par la ville de Reims en 1985 à l'occasion du 40e anniversaire de la signature, le 7 mai 1945 à 2 h 41, de la première partie des actes de capitulation de l'Allemagne nazie (une seconde signature eut lieu le lendemain à Berlin) qui mirent fin à la Seconde Guerre mondiale sur le théâtre européen.

### Planétarium de Reims

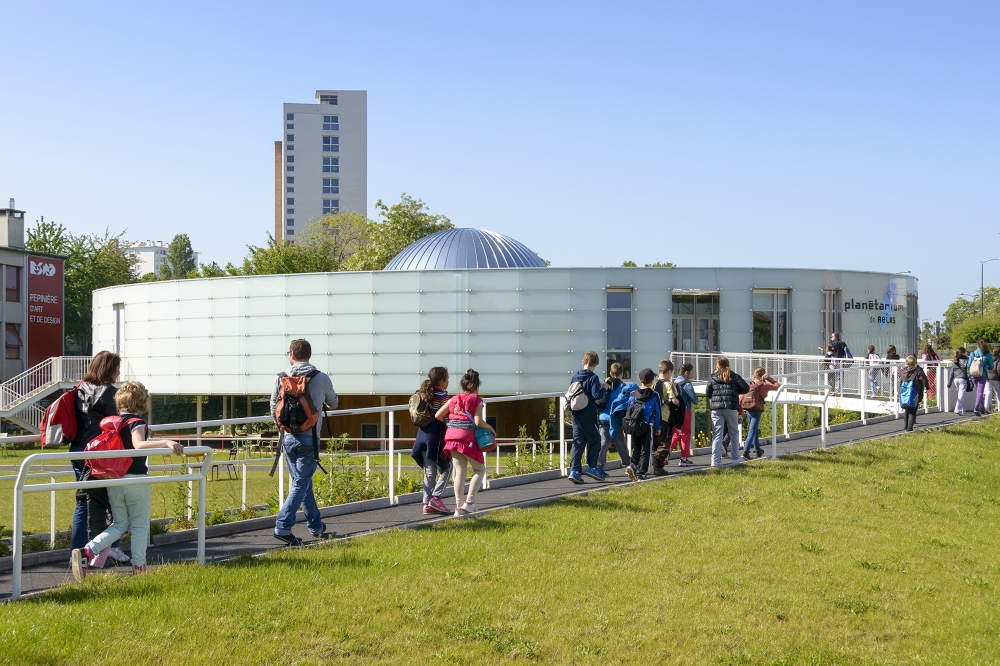
Planétarium de Reims

Le nouveau planétarium, a été ouvert au public le 7 septembre 2013 et est situé au 49, rue du Général-de-Gaulle, à Reims.
Il est doté d’une coupole, climatisée, mesure 8 mètres de diamètre pour une capacité de 48 places assises très confortables plus deux places pour les personnes à mobilité réduite. Elle est équipée d’un projecteur astronomique Zeiss ZKP4 avec fibres optiques, et d’un système multimédia comportant trois projecteurs DLP haute définition. La salle de projection est complétée d’un espace scénographique de près de 200 m2. La base de données du planétarium permet de placer le ciel à un moment précis de l'histoire, comme la position des étoiles lors de la Révolution Française en 1789.

### Le Palais du Tau ou musée de la Cathédrale de Reims

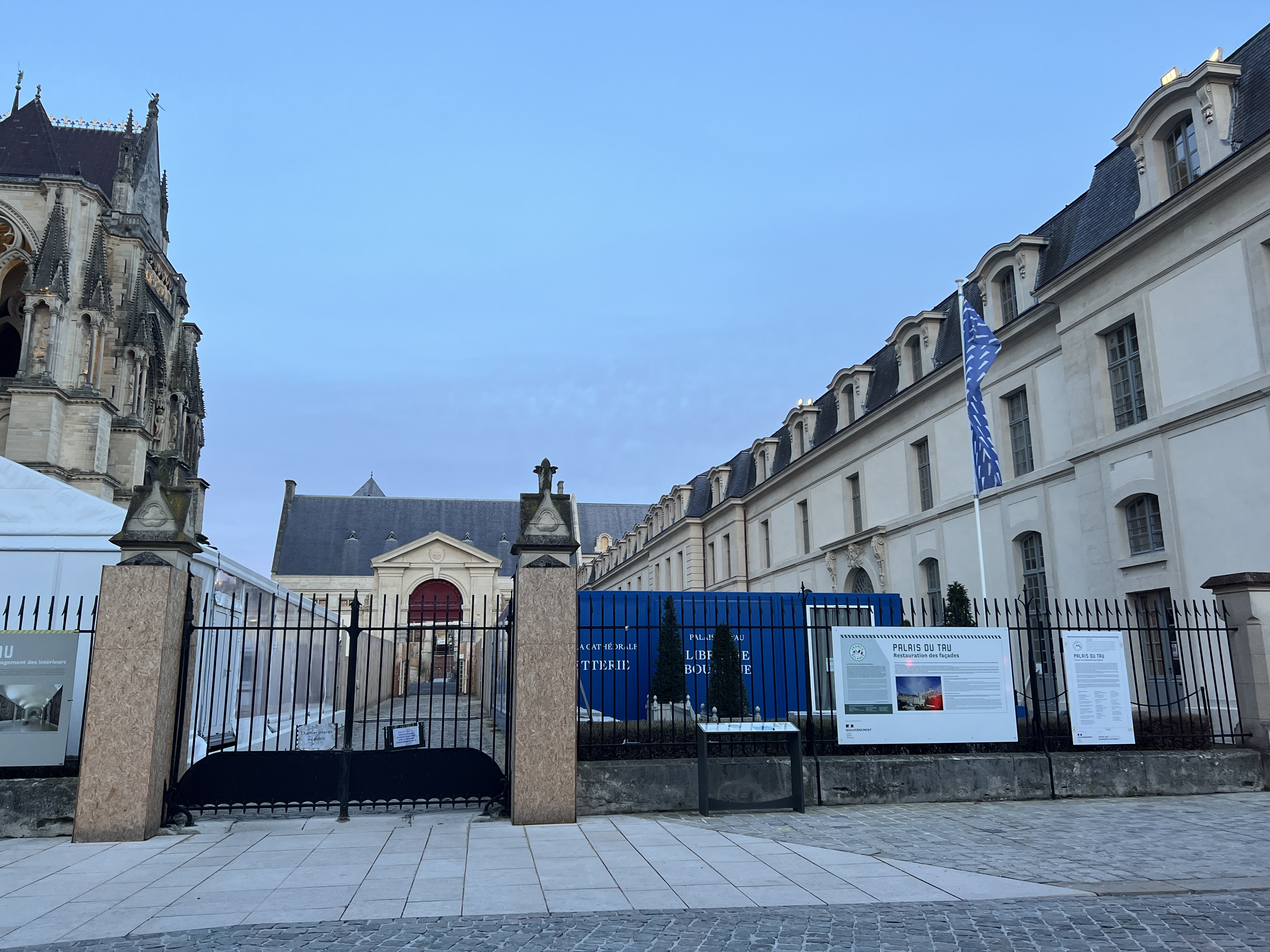
L'entrée du Palais.

Il est situé 2 place du Cardinal-Luçon à Reims.
Depuis 1972, le palais du Tau est un monument national géré par le Centre des monuments nationaux. Le palais du Tau renferme le musée de l’Œuvre, avec d’importants éléments sculptés provenant de la cathédrale Notre-Dame, déposés après l'incendie de 1914 et au cours des restaurations successives du XXe siècle.
Les tapisseries qui étaient exposées à la cathédrale sont visibles dans différentes salles du palais. Le musée expose le trésor de la cathédrale, et dédie des salles à l'évocation des sacres des rois de France.
Il est aussi le lieu d'exposition temporaires, de manifestations et de spectacles.

### Frac Champagne Ardenne

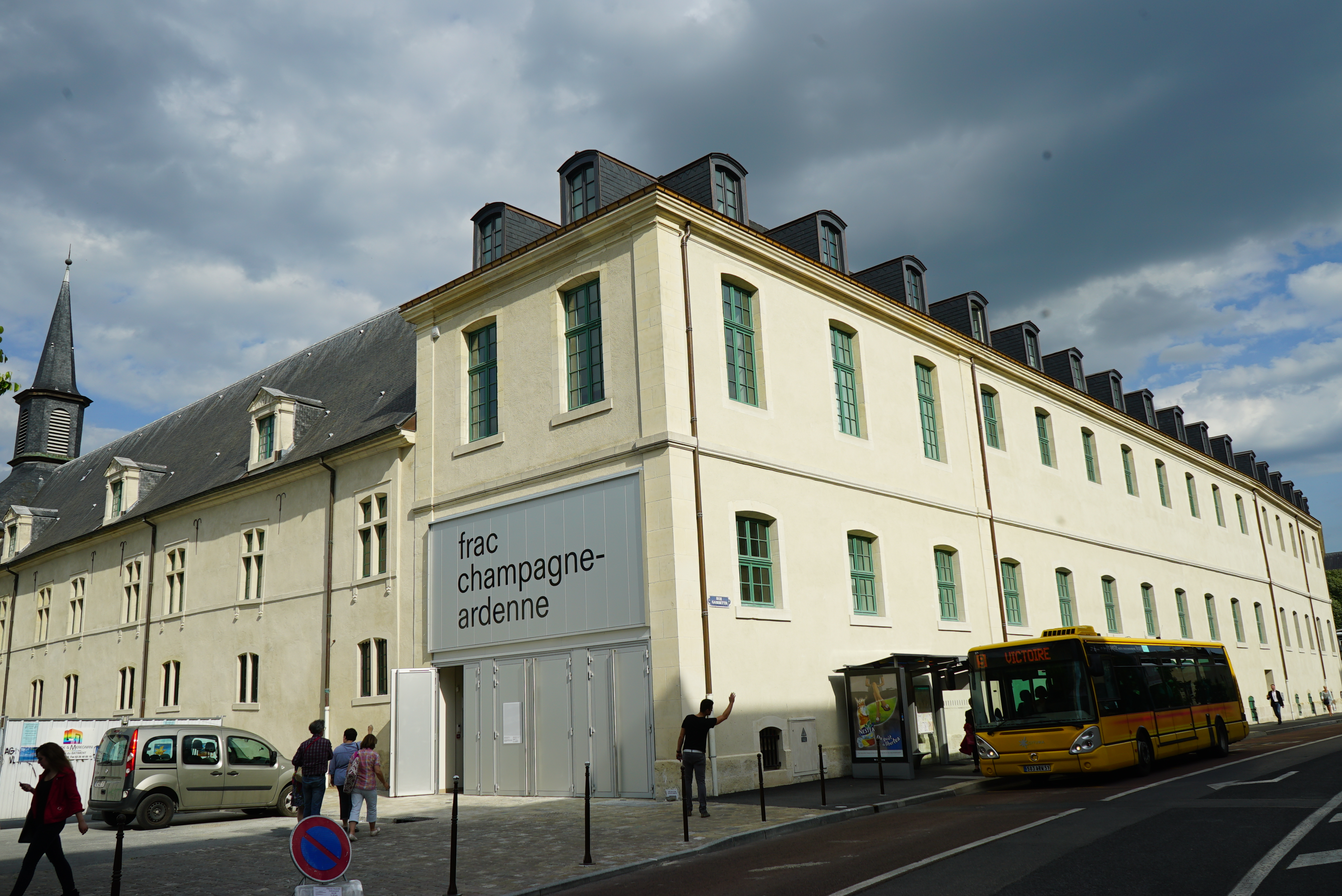
Entrée du FRAC.

Créé en 1984, le FRAC Champagne-Ardenne pour Fonds régional d'art contemporain agit en faveur de la création et de la promotion de l'art contemporain.
Il a pour vocation la constitution et la diffusion d'une collection d'œuvres d'art contemporain, la programmation et la réalisation d'expositions temporaires, l'édition, et l'organisation d'actions de sensibilisation à l'art contemporain pour le public le plus large possible. 

Depuis 1990, le FRAC Champagne-Ardenne est installé dans l'aile droite de l'ancien collège des Jésuites de Reims, rue Gambetta (Reims).

### Musée Automobile Reims-Champagne

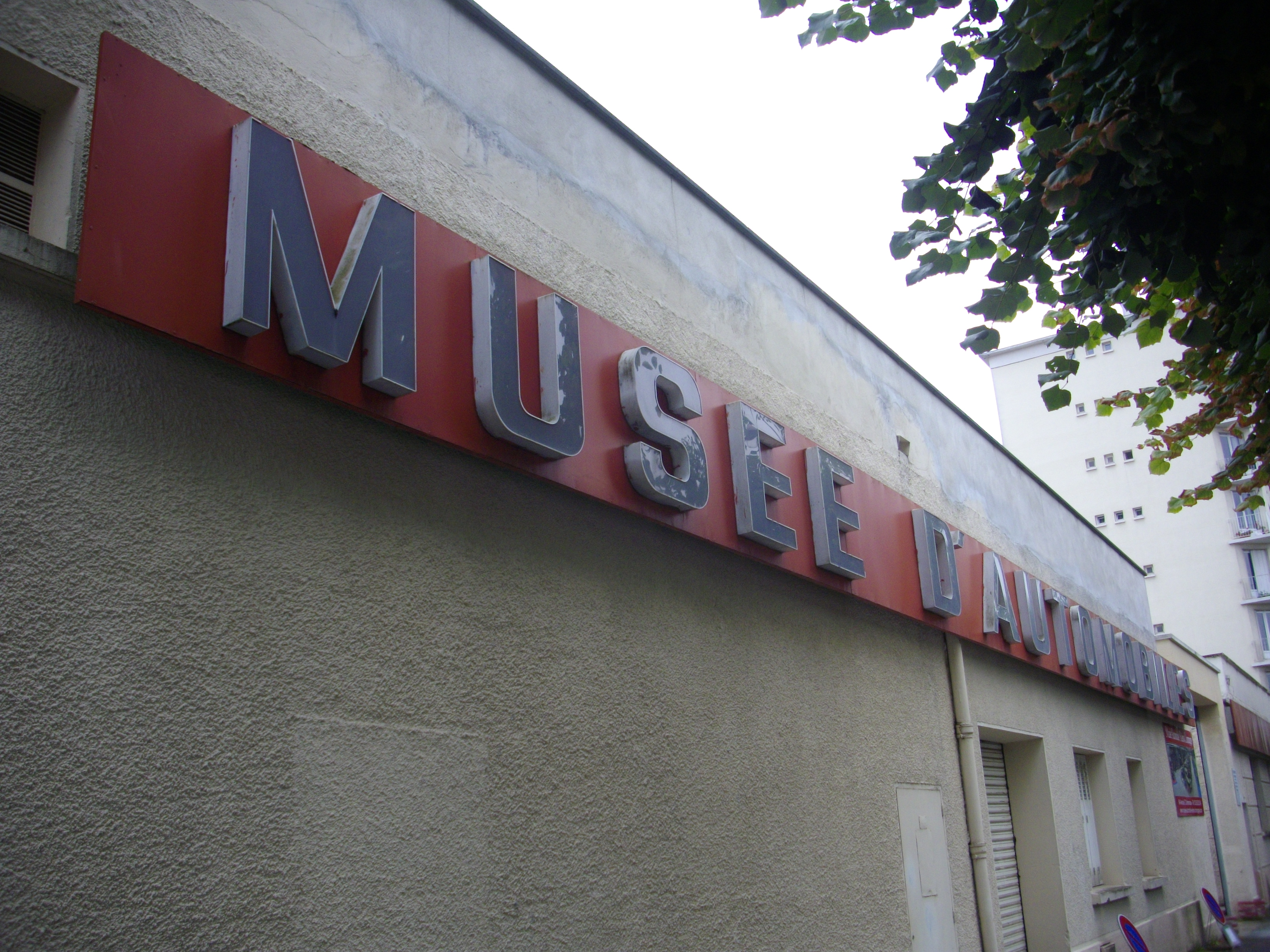
Musée Automobile Reims-Champagne.

Il est situé au 84 avenue Georges-Clemenceau à Reims.
Le Musée Automobile Reims-Champagne est l'un des cinq plus importants musées automobiles de France par la taille de sa collection qui compte maintenant environ 230 véhicules, 120 voitures à pédales anciennes et 7000 véhicules miniatures et jouets

## Musées fermés

### Musée des Beaux-arts de Reims

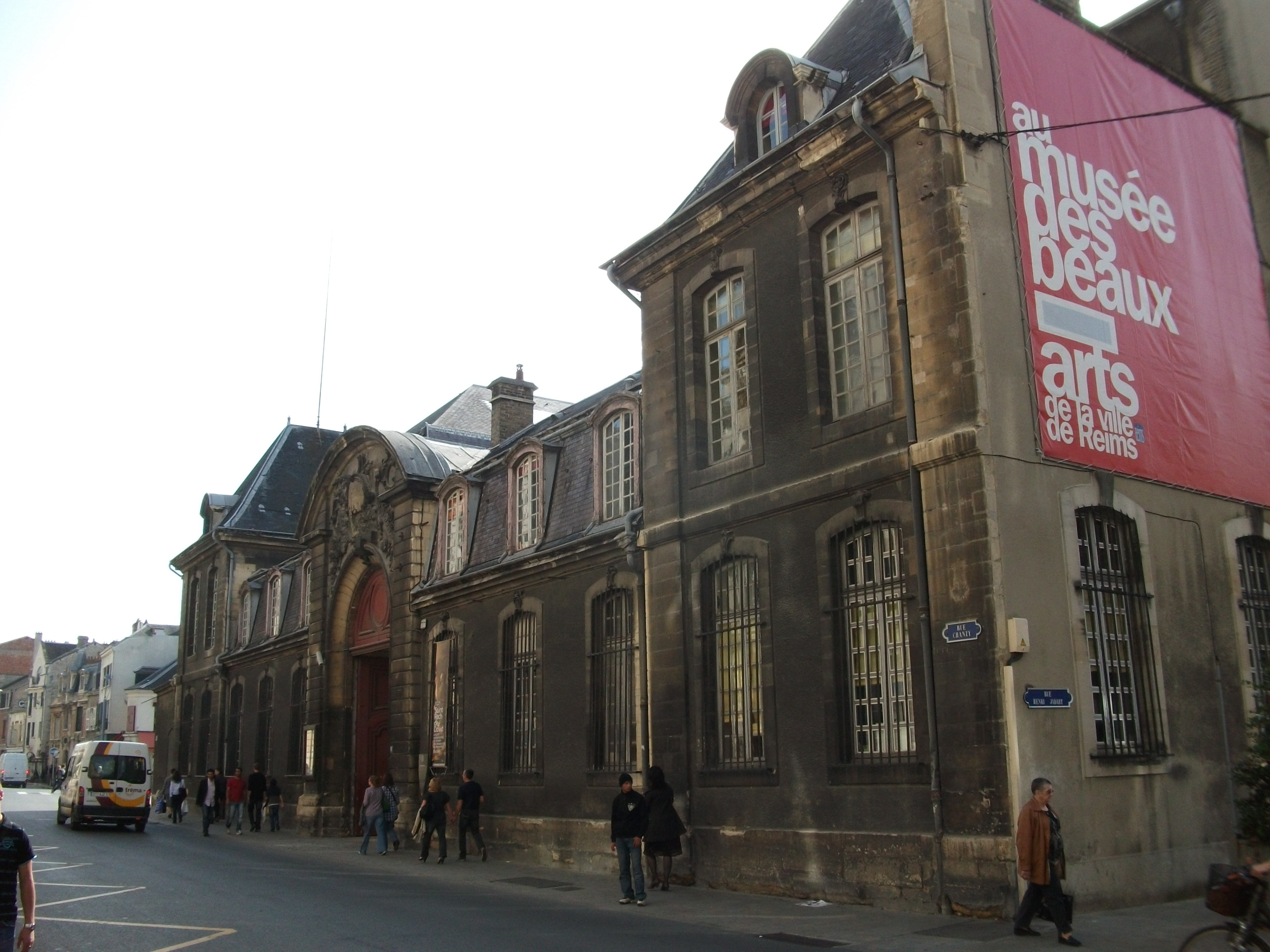
Musée des Beaux-Arts de Reims.

Le Musée des Beaux-arts de la ville se situe dans l'ancienne Abbaye Saint-Denis, au 8 rue de Chanzy. Auparavant au sein même de l'hôtel de ville, le musée transfère ses collections dans cet édifice en 1913 après l'important legs d'Henry Vasnier de 1907. 
Depuis septembre 2019, le musée des Beaux-arts a fermé ses portes au public pour entamer le déménagement de ses collections puis les travaux de réhabilitation et d’extension.
La réouverture du musée entièrement rénové est prévue pour fin 2025.
Pendant sa fermeture, le musée reste actif par ses propositions hors les murs.

### Musée de l’Ancien Collège des Jésuites
Le musée de Musée de l’Ancien Collège des Jésuites a été fermé lors de la création du Campus délocalisés de l'Institut d'études politiques de Paris.